# Abrugodige Estate, Mudigere
Abrugodige Estate là một làng thuộc tehsil Mudigere, huyện Chikmagalur, bang Karnataka, Ấn Độ.